# Посу-ди-Жозе-ди-Мора
Посу-ди-Жозе-ди-Мора (порт. Poço de José de Moura) — муниципалитет в Бразилии, входит в штат Параиба. Составная часть мезорегиона Сертан штата Параиба. Входит в экономико-статистический  микрорегион Кажазейрас. Население составляет 3944 человека на 2007 год. Занимает площадь 97,888 км². Плотность населения — 31,5 чел./км².
Праздник города — 13 октября.

## История
Город основан 29 апреля 1994 года. 

## Статистика
- Валовой внутренний продукт на 2003 год составляет 6 772 776,00 реалов (данные: Бразильский институт географии и статистики).
- Валовой внутренний продукт на душу населения на 2003 год составляет 2059,22 реалов (данные: Бразильский институт географии и статистики).
- Индекс развития человеческого потенциала на 2000 год составляет 0,574 (данные: Программа развития ООН).